# 熊と小夜鳴鳥
『熊と小夜鳴鳥』（くまとさよなきどり、The Bear and the Nightingale）は、キャサリン・アーデンによる歴史ファンタジー小説。同書はアーデンのデビュー小説であるとともに『冬の王』シリーズ三部作の一作目である。『熊と小夜鳴鳥』は中世ロシアを舞台とするとともに、ロシアの民間伝承の要素を取り入れている。中心人物は正教会が精霊信仰を根絶しようとしている時代に、彼らとコミュニケーションをとることができる若い女性、ワーシャ・ペトロヴナである。
『熊と小夜鳴鳥』はローカス賞の最終候補となり、アーデン自身もアスタウンディング新人賞にノミネートされた。三部作全体はヒューゴー賞 シリーズ部門の最終選考に残った。

## 概要

### あらすじ
小説は、ピョートル・ウラジミーロヴィッチの所帯の紹介から始まる。ピョートルは、森の外れにある辺境の村、レスナーヤ・ゼムリャの領主でロシアのボヤールである。モスクワ太公イヴァン1世の娘であるピョートルの妻のマリーナ・イワノヴナと4人の子供コーリャ、サーシャ、オーリャ、リョーシカは台所のオーブンの周りに群がり、家政婦で乳母のドゥーニャから霜の魔物の話を聞いている。その話は霜の王であるマロースカの話である。子供達が眠ると、マリーナは寝室に赴き、夫のピョートルに自分が再び妊娠したことを告げる。体力的にマリーナは次の妊娠を乗り切ることができないだろうと見込まれているため、この妊娠は家族にとって問題となる。しかしながら、マリーナは自分の母親が持っていると信じられていたのと同じ力がこの娘にも備わっていると感じていたので、5人目の子供の誕生を見届ける決意をしている。家族が悲しむ中で実際にマリーナは出産中に命を落とし、生まれた娘はワシリーサ（ワーシャ）と名付けられる。
成長したワーシャは森の中で長い時間を過ごすようになる。しかし、ある日探検中に見覚えのない尋常ではない木を発見する。木の根元には片目を失った男が横たわっている。男がワーシャに興味を持つ前に、馬に乗った別の見知らぬ男が到着し、ワーシャに立ち去るように警告し、片目の男にまだ冬なのでもう一度寝るように指示を出す。ワーシャは森の中で迷子になり、ワーシャを探すために捜索隊と一緒に出ていた兄のサーシャに発見される。サーシャとワーシャが家に帰ると、サーシャは父親にワーシャには世話をして育ててくれる母親が必要だと進言する。ピョートルはこのアドバイスを受け入れ、コーリャとサーシャをともなってモスクワへと旅する。
モスクワ滞在中に、サーシャは地元の修道士と出会っていい印象を受け、戻ると父親に家族の元を離れて僧院で過ごしてもよいかと尋ねる。ピョートルは息子に、修道士に振り回されるのではなく自分の決断に確信を持てるようにあと1年間家に留まるのなら僧院に行くことを認めると伝える。ピョートルは自分の妻を見つけることにも成功する。モスクワ太公イヴァン2世は年若い娘のアンナ・イワノヴァをピョートルに与える。アンナもまた精霊を見る能力を持っていたが、見えているのは悪魔であり、自分は神から罰を受けていると思い込んでいる。そのため、城に住み人々からは魔女か気が狂っていると囁かれており、太公はアンナを世間の目から遠ざける方法を探していた。
レスナーヤ・ゼムリャに戻ったあと、ピョートルは娘のオリガにモスクワで彼女の夫を見つけることができたことと、今はアンナが子供達の継母であることを告げる。アンナはワーシャにも精霊たちが見えるが、それを恐れていないことに気がつくと、ワーシャが悪い側の魔女だと確信し、若くハンサムな新しい司祭、コンスタンチン・ニコノヴィチが到着すると一緒になってレスナーヤ・ゼムリャの全ての住人にキリスト教を信じさせ、邪悪な熊メドベードから村を守っていると信じられている小さな生き物のために供物を捧げると言う民間伝承や伝統に背を向けるように計画する。しかしながら、そうすることで供物が枯渇し、レスナーヤ・ゼムリャは無防備になる。その一方、解放されたメドベードは自分を神の声だとコンスタンチンに信じ込ませる。コンスタンチンは神が直接自分に命じていると確信し、魔女を生贄にすると言うメドベードの要求に同意する。ピョートルの留守中にコンスタンチンとアンナはワーシャを修道院に送る計画を寝る。しかし、狂乱の中でワーシャは森の中に逃げ込み、そこで霜の魔物であるマロースカの保護下に入り、マロースカは自分がメドベードの兄であり、彼をできるだけ長く閉じ込める義務を負っていることを明らかにする。マロースカの世話を受けている間、ワーシャは賢い馬であるソロヴェイと出会い、絆を深める。
その一方で、メドベードはワーシャがマロースカの元に連れ去られたことに気づき、コンスタンチンにアンナを森へ連れて行くよう説得する。彼がそれに従うと、メドベードはコンスタンチンに自分が邪悪な熊であることを明かし、アンナを殺害し、彼自身の枷から完全に解放される。それにもかかわらず、ピョートルが森に現れ、ワーシャの代わりにメドベードに自らを差し出す。この犠牲により、再びメドベードは束縛され、異常な木の下での終わりのない眠りに戻る。小説の終わりには、ワーシャは自分が兄であるアリョーシャに、彼が男としての地位を築くためには彼女の存在が彼に負の影響を与えるので自分を去らせるように説得する。ワーシャはソロヴェイと共に森に乗り込み、マロースカの家で彼を見つける。

### 主要登場人物

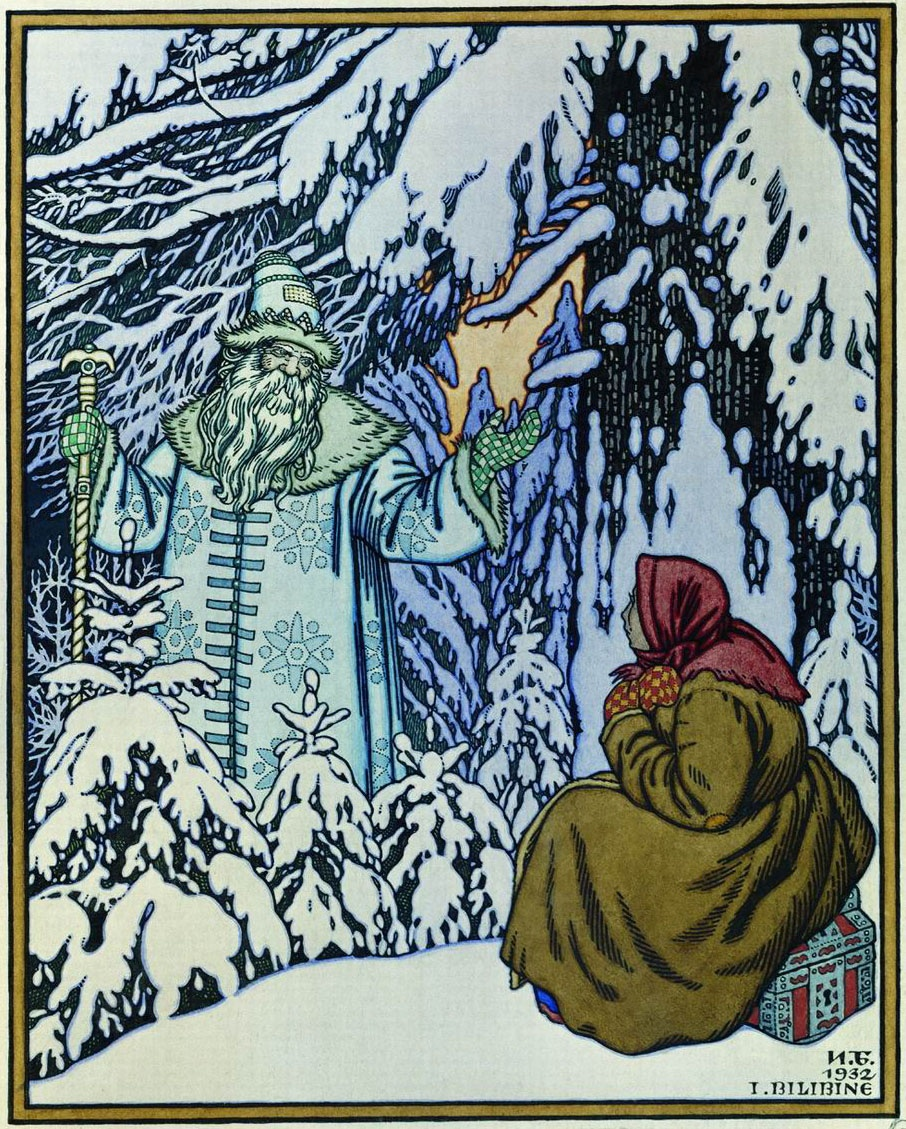
イヴァン・ビルビンによる1932年の霜の王モロズコ（マロースカ）の物語のイラスト

- ワシリーサ・ペトロヴナ（ワーシャ）：自分の家や村に潜む精霊を見ることができる少女。邪悪な熊メドベードと戦い、その手から自分の家の安全に守る力を有している。
- マロースカ：冬の魔物でメドベードの兄。ワーシャがコンスタンチンとアンナから逃げた時に連れ去り、ワーシャが自分の力を自覚する手助けをしてメドベードとの戦いで援助する。
- メドベード：ワーシャが幼かった時に木に繋がれているのを見かけた片目の男。マロースカの弟でもあり、世界を破壊しようと試みるけだもの。
- ピョートル・ウラジーミロヴィチ：ロシアのボヤールでワーシャの父親。ワーシャを立派な女性に育て上げることができる女性を家に連れてくるためにイヴァン2世の娘、アンナ・イワノヴナと結婚する。ワーシャとメドベードの戦いの最中に、ワーシャを救うために自分の命を犠牲にする。
- アンナ・イワノヴナ：イヴァン2世の娘でピョートル・ウラジーミロヴィチの二人目の妻。アンナも精霊を見ることができるが、悪魔だと信じている。アンナはコンスタチンとともにピョートル不在の間にワーシャを修道院に送ろうと企てもする。これはマロースカについてのスラブの物語に倣っている。最終的にメドベードの足枷を解くための必要な犠牲として殺害される。
- コンスタンチン・ニコノヴィチ：モスクワでの権力闘争を防止するためにレスナーヤ・ゼムリャに送られたハンサムで若い司祭。速やかにレスナーヤ・ゼムリャ住民の注目と信頼を獲得し、彼らを脅して家を守る精霊への供物をやめるように仕向ける。また、神の声のふりをしているメドベードの命令を実行するように導かれる。

## 背景

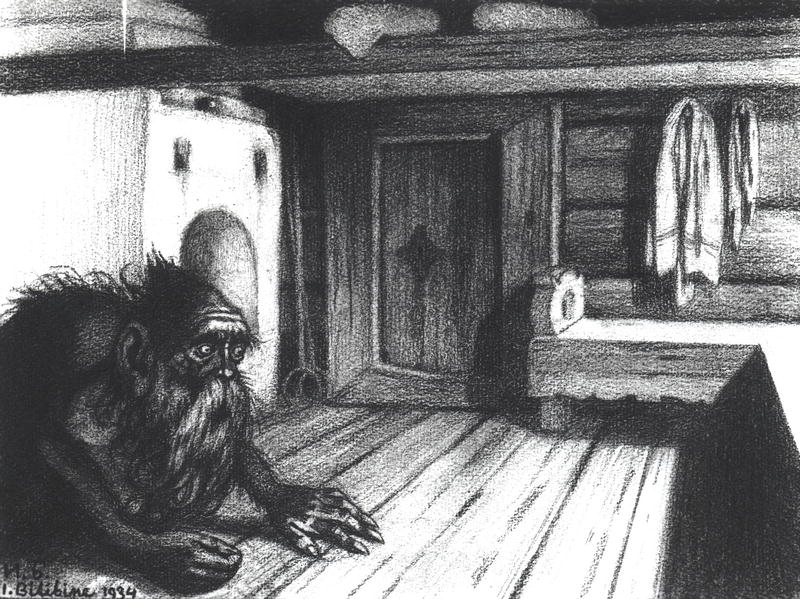
イヴァン・ビルビンによるドモヴォーイのイラスト

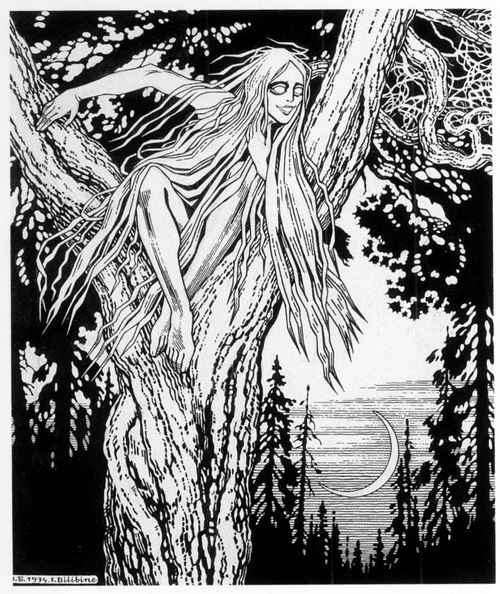
イヴァン・ビルビンによるルサールカのイラスト

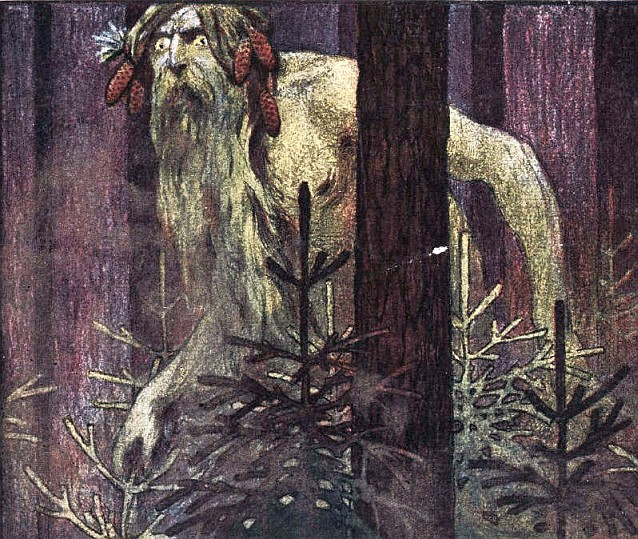
森の中のレーシーのイラスト

『熊と小夜鳴鳥』はアーデンのデビュー小説であり、2017年1月にデル・レイ・ブックスから出版された。アーデンは、ハワイに移って小説を書いていた6ヶ月間の以前にフランスおよびロシア文学の学位を取得していた。アーデンのロシア文学およびロシア史に対する興味が中世ロシアを舞台とした小説書く原動力となった。アーデンによれば、若い頃からこの主題に惹きつけられていた。『CNET』のインタビューで、子供時代にロシアのおとぎ話を読んでいたと明かしている。
この小説はジェンダーや女性の役割などの問題に取り組んでいる。中世ロシアを舞台として、アーデンは小説の中でこれらの問題に挑戦しており、『ブックページ』のインタビューでピンが「ワーシャは本当に魅力的なヒロインです。彼女は自分の違いを受け入れるのに十分な強さを持っており、それでも同時代の女性として読むことができます」と述べている。アーデンはこのことを認め、中世ロシアにおいて自分が正しいと信じることと、ワーシャのキャラクターが正しいと信じることのバランスをとることの難しさを説明している。
アーデンは、物語の中にロシアの民間伝承とスラヴ神話を織り込んでいる。野心的な司祭コンスタンチン・ニコノヴィチや魅力的なおとぎ話の生き物などの登場人物を組み込むことによって、伝統と宗教が絡み合いながら相反する信念の物語を語っている。ワーシャは、これらの対立する哲学間の相互作用を探求するための媒体として使用されている。以下の生き物が登場する：
- ドモヴォイ：家庭の境界内に住む家の精霊。作中では食べ物のお返しに家を守る家の守り主てして描写されている[6]。

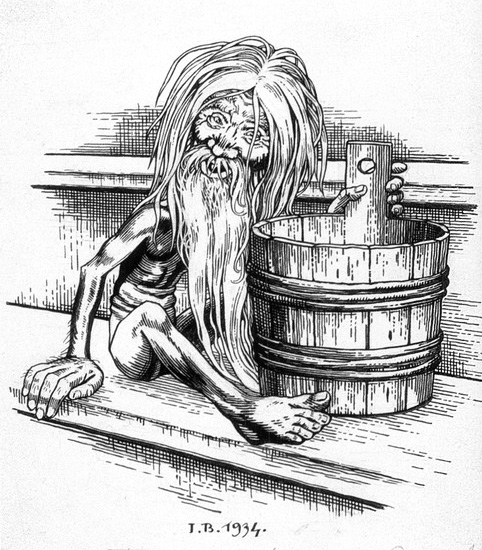
イワン・ビリビンによるバンニクのイラスト

- ルサールカ：湖の周囲で見つけられる水の精霊。女性の姿で現れ、主な目的は男性を誘惑することにある。作中では、ワーシャに村人の生活にとっての司祭の危険性を最初に警告した生き物である[7]。
- レーシー：森を歩く人に悪戯することを楽しむ、背の高い草に隠れている森の精霊[8]。
- バンニク：風呂小屋の精霊。アンナ・イワノヴァがピョートルと結婚する前に住んでいた場所の風呂小屋のバンニクがとても怖かったので、アンナは継母に強制されなければ何週間も入浴を拒んでいた[9]。
- ドヴォロヴォイ：家の庭の精霊。ドヴォロヴォイは各家庭の馬小屋や庭で過ごしている。ドヴォロヴォイは、村人たちが置いておく捧げものが減りつつあるために、残された時間がわずかであることをワーシャに伝えることで小説中で重要な役割を果たしている[10]。
- ヴォジャノイ：男の水の精霊。人々を溺死させることを楽しむ復讐心に満ちた生き物。一般的には男性版ルサールカと見なされている[11]。

なぜこれほど多くの神話や伝説を小説に組み込んだのかと言う問いに対してアーデンは「むしろ、それらは何世紀にもわたって、多少の摩擦を伴いながらも共存していました。私はそのようなシステムに内在する緊張感に魅了されました」と答えている。

## 出版
『熊と小夜鳴鳥』は2017年1月初めに出版され、同年12月に続編の『塔の少女』が出版された。完結編となる『魔女の冬』は2019年1月に出版された。このシリーズはランダムハウス傘下のデル・レイ・ブックスから出版された。『熊と小夜鳴鳥』は2017年のAmazon.comのベストSFおよびファンタジー賞を受賞し、2017年のGoodreadsチョイス・アウォードファンタジー部門とデビューGoodreads作家賞にノミネートされた。
『熊と小夜鳴鳥』はペーパーバック、ハードカバー、電子書籍、オーディオブックで出版された。ブルガリア語、オランダ語、ポーランド語、ポルトガル語、セルビア語、クロアチア語、ハンガリー語、ペルシア語、スペイン語、トルコ語、中国語、チェコ語、ロシア語に翻訳されており、日本では東京創元社から金原瑞人と野沢佳織の共訳で2022年に出版されたされた。

## 評価
『熊と小夜鳴鳥』は批評家とレビュワーに肯定的に受け入れられた。『パブリッシャーズ・ウィークリー』は「見事な散文（“The blood flung itself out to Vasya’s skin until she could feel every stirring in the air”）は完全に没入でき、尋常ではなく、最初のページから読者を魅了する刺激的なおとぎ話を形作っている」と書いている。『カーカス』は星付きのレビューの中でこの物語が「当時の日常生活の現実に基づいたおとぎ話」であり、「脇役であっても物語の道筋に影響を与えるそれぞれの憧れや恐怖を与えられている」とコメントしている。ワシントン・ポスト紙のエヴァディーン・メイソンは以下のように述べている：
「この小説は一見単純だが、登場人物とプロットは洗練されており、複雑である。アーデンは、恐怖と無知が人々を激怒させると何が起こるのか、そして社会がどうやっていとも簡単に自らの利益に反する行動をとらせることができるのかを探っている。」
一部の批評家は本作の後半の章に失望した。ファンタジー作家で批評家のアマル・エル＝モフタールは、それ以外は熱烈な書評の中で、本書の結末について「感情と文体の寄せ集めで、前半の力強さをほとんど損なう」と批判している。同様に、作家で書評家のケイトリン・パクソンは、今でも「喜んで勧める」本の最後で「プロットの決定と登場人物の展開が最も抵抗の少ない道に逸れている」ことに気づいた。
『熊と小夜鳴鳥』は2018年のローカス賞 第一長編部門に残るとともに、アーデン自身も2018年と2019年のアスタウンディング新人賞にノミネートされた。『冬の王』シリーズは2020年のヒューゴー賞 シリーズ部門の最終選考に残った。